# Anton Gabriel Blomqvist
Anton Gabriel Blomqvist, född 29 januari 1836 i Helsingfors, död 12 maj 1904 i Janakkala, var en finländsk skogsman. Han var bror till Elisabeth Blomqvist.
Blomqvist blev student 1852, studerade forstvetenskap i Tyskland, utnämndes 1861 till lektor vid Evois forstinstitut samt var, sedan han flera gånger varit tjänstförrättande, under åren 1874-1903 nämnda instituts ordinarie direktor. 
Blomqvist hade stor betydelse för utvecklingen av Finlands skogsundervisning. Bland hans många skrifter kan nämnas Finlands trädslag i forstligt hänseende beskrifna (I. Tallen, 1881; II. Granen, 1883) och Skogshushållningens nationalekonomi och synpunkter i forstpoliti (1893). Han var ledamot av flera i skogligt syfte tillsatta statskommittéer.

## Utmärkelser
- Sankt Stanislausorden, andra klassen[1]
- Sankt Annas orden, andra klass[1]

[Redigera Wikidata]